# KPIG

Logo de la radio KPIG

KPIG est une station de radio spécialisée dans le Rock, localisée à Freedom (près de San Francisco) en Californie (États-Unis) sur 107.5 FM et sur 1510 en AM.